# Bibionellus paulistensis
Bibionellus paulistensis är en tvåvingeart som beskrevs av Lane och Oswaldo Paulo Forattini 1948. Bibionellus paulistensis ingår i släktet Bibionellus och familjen hårmyggor. Inga underarter finns listade i Catalogue of Life.